# Alexander Rich
Pour les articles homonymes, voir Rich.
Alexander Rich (né le 15 novembre 1924 à Hartford au Connecticut et mort le 27 avril 2015 à Boston) est un biologiste et biophysicien américain. Il était professeur de biophysique au MIT (depuis 1958) et à la Harvard Medical School.

## Biographie
Alexander Rich a reçu son baccalauréat (magna cum laude) ainsi que son diplôme de médecine (cum laude) de la Harvard Medical School. Il était post-doc de Linus Pauling avec James Watson. Il a plus de 600 publications à son actif.
Alexander Rich est fondateur d'Alkermes ainsi que son directeur depuis 1987 et est codirecteur du conseil d'administration de Repligen Corporation, une compagnie biopharmaceutique. Il est également membre du conseil d'administration de Profectus BioSciences, Inc. et fait partie des conseils de rédaction de Genomics et du Journal of Biomolecular Structure and Dynamics.
En 1963, Rich a découvert les polysomes, des regroupements de ribosomes lisant simultanément un brin de l'ARNm. Il a également déterminé les structures secondaire et tertiaire d'un ARN de transfert en 1974, simultanément avec Aaron Klug, premier ARN dont la structure a été déterminée.
En 1979, Rich et ses collègues ont accidentellement produit des cristaux d'ADN Z. Ceci était la première  structure cristalline d'une quelconque forme d'ADN. Rich et al. sont finalement parvenu à cristalliser la jonction entre l'ADN de forme B et Z après 26 ans d'effort. Leurs résultats furent publiés dans le journal Nature en octobre 2005. Lorsque l'ADN-Z est formé, il doit y avoir deux jonctions qui permettent de retourner à la forme habituelle de l'ADN, la forme B.

## Distinctions et récompenses
- membre de l'Académie nationale des sciences des États-Unis
- membre de l'Académie américaine des arts et des sciences
- membre de la Société américaine de philosophie
- membre de l'Académie des sciences
- membre de l'Institute of Medicine.
- membre du Conseil consultatif scientifique de U.S. Genomics, Inc.
- Le président américain Bill Clinton a reconnu ses réalisations scientifiques exceptionnelles avec la National Medal of Science en 1995.
- 2001 William Procter Prize for Scientific Achievement
- 2008 Prix Welch en chimie pour des contributions exceptionnelles dans notre compréhension des mécanismes chimiques et biochimiques de la cellule[7].

## Publications choisies
- Brown BA II, Lowenhaupt K, Wilbert CM, Hanlon EB, Rich A (2000). "The Za domain of the editing enzyme dsRNA adenosine deaminase binds left-handed Z-RNA as well as Z-DNA". Proc Nat'l Acad Sci USA 97:13531-13586.
- Kim Y-G, Lowenhaupt K, Maas S, Herbert A, Schwartz T, Rich A (2000). "The Zab domain of the human RNA editing enzyme ADAR1 recognizes Z-DNA when surrounded by B-DNA". J Biol Chem 275:26828-26833.
- Schwartz T, Rould MA, Lowenhaupt K, Herbert A, Rich A (1999). "Crystal structure of the Za domain of the human editing enzyme ADAR1 bound to left-handed Z-DNA". Science 284:1841-1845.